# 小見山七十五郎

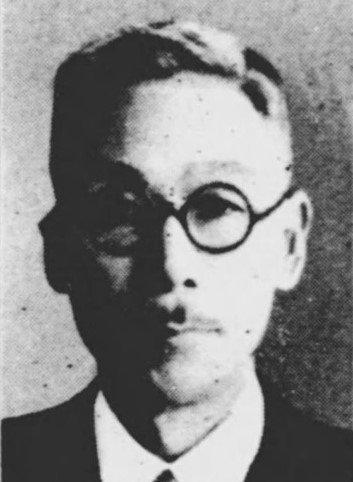
小見山七十五郎

小見山 七十五郎（こみやま なそごろう / おみやま しちじゅうごろう、1885年（明治18年）6月28日 - 1948年（昭和23年）3月16日）は、日本の実業家、政治家。衆議院議員。

## 経歴
- 中学済々黌、長崎高等商業学校を卒業
- 1929年（昭和4年） - 第25代熊本県議会議長
- 1937年（昭和12年） - 第20回衆議院議員総選挙熊本選挙区当選（立憲政友会）
- 1942年（昭和17年） - 第21回衆議院議員総選挙熊本2区選挙区落選（無所属）
- 1946年（昭和21年） - 第22回衆議院議員総選挙熊本選挙区当選（日本自由党）